# پس از لوسیا
پس از لوسیا (اسپانیایی: Después de Lucía‎) فیلمی در ژانر درام به کارگردانی میشل فرانکو است که در سال ۲۰۱۲ منتشر شد.